# 森本由希子
森本 由希子（もりもと ゆきこ）は日本のクラシック／ジャズヴァイオリニスト。兵庫県宝塚市出身。

## 略歴
4歳よりヴァイオリンを始める。桐朋学園大学音楽学部演奏学科ヴァイオリン科卒業後フリーのヴァイオリニストとしてコンサートのバック演奏やレコーディング等に参加。ヴァイオリンの講師も務める一方で自身がリーダーを務めるトリオ等でも演奏会を行っている。またヴァイオリンのみでなくヴィオラも演奏する。
ヴァイオリンを岩永美智子 梅沢れおな 梅津南美子　室内楽を梅津南美子 藤井一興 峰岸壮一に師事。
好きな作曲家はバッハ、ピアソラ、イザイ等。
好きな曲は 「Ernest Chausson-Piano Quartet Op.30(1897)」。
趣味は銅版画制作。